# NITF (XML)
Das News Industry Text Format (NITF) ist ein XML-basiertes Dokumentenformat zum Austausch von Nachrichtenmeldungen.
Das Format wird vom 1965 gegründeten International Press Telecommunications Council (IPTC) entwickelt, der unter anderem auch die Formate für Agenturmeldungen festgelegt hat. NITF wurde zunächst als SGML-Standard definiert und vereinheitlichte die bis davor existierenden etwa 150 verschiedenen Formate für Pressetexte. Nach dem Umstieg auf XML im Jahre 1999 wurde 2001 die Version 3.0 (aktuell 3.6) verabschiedet. Als erste Nachrichtenagentur im deutschsprachigen Raum hat im Jahr 2000 pte (pressetext Nachrichtenagentur) den NITF-Standard eingeführt. Inzwischen wird NITF von den meisten großen Nachrichtenagenturen, wie beispielsweise der dpa, zur Verbreitung von Meldungen und Artikel eingesetzt.
Während NITF für einzelne Meldungen zugeschnitten ist, lassen sich mit dem am 11. Oktober 2000 eingeführte Standard NewsML auch mehrere Nachrichtentexte und die Beziehungen zwischen ihnen angeben.
Siehe auch: Nachrichten, Presse